# قصور ذاتي إدراكي
القصور الذاتي الإدراكي (Cognitive inertia) هو الميل نحو توجه معين في كيفية تفكير الفرد بشأن قضية ما، أو معتقد أو استراتيجية من أجل مقاومة التغيير. غالبًا ما تعرّف الأبحاث السريرية والعصبية القصور الذاتي المعرفي بوصفه نقصًا في التحفيز اللازم لتوليد عمليات معرفية مختلفة مطلوبة من أجل التعامل مع المشكلة أو القضية. يشير المصطلح الفيزيائي «القصور الذاتي» إلى الصلابة والمقاومة ضد التغيير في طريقة المعالجة المعرفية التي استمر استخدامها لفترات طويلة من الزمن. من الشائع الخلط بين مداومة الاعتقاد والقصور الذاتي المعرفي، إلا أنه من الممكن وصف الأخير باعتباره المداومة على كيفية تفسير المرء للمعلومات، وليس المداومة على الاعتقاد نفسه.
يلعب القصور الذاتي المعرفي دورًا سببيًا في تجاهل التهديد الوشيك لصحة الفرد أو بيئته، وتحمل القيم السياسية والعجز في تبديل المهام. برز اهتمام علماء النفس الاقتصاديين والصناعيين بشكل كبير في هذه الظاهرة بهدف تفسير مقاومة التغيير في الولاء لعلامة تجارية ما، والعصف الذهني الجماعي واستراتيجيات الأعمال. استُخدم القصور الذاتي المعرفي أيضًا في الحالة السريرية كأداة تشخيصية للأمراض العصبية التنكسية، والاكتئاب والقلق. أفاد النقاد بمبالغة المصطلح في تبسيط العمليات الفكرية للمقاومة واقترحوا نهجًا متكاملًا بشكل أكبر من ضمنه التحفيز، والشعور والعوامل التطورية.

## التشريح العصبي والارتباطات الأخرى

### القشري
ارتبط القصور الذاتي المعرفي مع انخفاض استخدام الوظائف التنفيذية، بشكل أساسي في قشرة فص الجبهة، التي تساعد في زيادة مرونة العمليات المعرفية عند تبديل المهام. ارتبطت الاستجابة المتأخرة في اختبارات التداعيات الضمنية (آي إيه تي) واختبار ستروب مع عدم القدرة على مكافحة القصور الذاتي المعرفي، إذ يجاهد المشاركون في الاختبار للتبديل من قاعدة معرفية إلى أخرى للإجابة بشكل صحيح على الأسئلة.
قبل مشاركتهم في جلسة العصف الذهني الإلكترونية، خضع المشاركون لعملية تهيئة بواسطة صور محفزة للإنجاز بهدف مكافحة القصور الذاتي المعرفي. نجح الأفراد، الذين ينتمون إلى المجموعة المشروطة المهيئة للإنجاز، في إنتاج أفكار جديدة عالية الجودة وتحسن استخدامهم المناطق القشرية الجبهية اليمنى، التي ترتبط مع صنع القرار والإبداع.
يُستخدم القصور الذاتي المعرفي بشكل شائع كأحد المؤشرات المفتاحية لحالة اللامبالاة السريرية، التي تُوصف بافتقار التحفيز اللازم لوضع خطط مدروسة من أجل السلوك الموجه نحو الهدف أو المعالجة التلقائية. أظهر مرضى باركنسون عند اختبار لامبالاتهم باستخدام القصور الذاتي المعرفي درجة أقل من التحكم في الوظيفة التنفيذية مقارنة بمرضى باركنسون غير المصابين بحالة اللامبالاة، ما يشير إلى إمكانية حدوث تلف أكبر في القشرة الجبهية. بالإضافة إلى ذلك، أمكنت ملاحظة درجة أكبر من التلف في العقد القاعدية في مرض باركنسون، وهنتنغتون وغيرهما من اضطرابات التحلل العصبي لدى المرضى المصابين بالقصور الذاتي المعرفي فيما يتعلق باللامبالاة عند مقارنتهم بأولئك غير المصابين باللامبالاة. أظهر المرضى المصابون بآفات في قشرة الفص الجبهي الظهرانية درجة منخفضة من التحفيز لتغيير الاستراتيجيات المعرفية وكيفية النظر في الحالات المختلفة، بشكل مشابه للأفراد المصابون بحالة اللامبالاة والقصور الذاتي المعرفي بعد تعرضهم لإصابة شديدة أو طويلة الأمد.